# Wale (tanto wale)
Wale (tanto wale) è il primo singolo ufficiale del gruppo musicale emo-pop italiano Dari, pubblicato nel 2008.

## Descrizione
La canzone è stata inserita nell'album Sottovuoto generazionale. Il testo parla suppergiù di un flirt tra un ragazzo, personificato in Dario Pirovano che parla in prima persona, ed una ragazza, Vale. Lui le chiede di uscire un pomeriggio ma lei si nega. Lui offende lei e la famiglia e dice che cercherà altre ragazze. Il brano fu presentato alle preselezioni del Festival di Sanremo 2007 e fu respinto.
Il 15 dicembre 2008 è stato reso pubblico il remix natalizio Wale (Buon Natale).

## Tracce
Testi e musiche di Dario Pirovano, Domenico Capuano, Fabio Cuffari.
1. Wale (tanto wale) – 3:11
2. Wale (tanto wale) (Right Version) – 3:09

## Formazione
- Dario Pirovano – voce
- Fabio Cuffari – basso
- Andrea Cadioli – tastiera

## Altre versioni
Nell'aprile 2022 il trio Theø, Plant e Fiks (La Sad) ha pubblicato una versione remix del brano, con la collaborazione di Dario dei dARI.